# Ana Mesa Villa
Ana Mesa Villa (Coria, 1959-Ibidem., 12 de febrero de 2023) fue una jugadora de balonmano de la selección española, además, también competía en natación y tiro.

## Carrera
Ana Mesa empezó jugando al balonmano en el Colegio Cerro de San Juan de Coria, desde donde pasó en 1977 al histórico CREFF de Sevilla, uno de los primeros equipos de división de honor de la época. Fue fichada por el todo poderoso Iber Valencia, donde estuvo dos años. Tras una breve vuelta al equipo sevillano, empezó a jugar con el Mades Seguros de Onda, donde estuvo seis años. Desde 1988 hasta su retirada volvió a su Sevilla natal para jugar con el Club Balonmano Coria.
Dos veces campeona de liga con el Iber Valencia durante las dos temporadas que estuvo en el equipo valenciano es, además, bicampeona de la Copa de la Reina con el mismo equipo.

### Trayectoria
| 1977–1980 | CREFF Sevilla          |
| 1980–1982 | Iber Valencia          |
| 1982–1982 | Club Balonmano Sevilla |
| 1982–1988 | Mades Seguros de Onda  |
| 1988–     | Club Balonmano Sevilla |

### Con la selección española
Con la selección española debutó en 1977 en un partido ante la RDA Alemana en Cartagena y participó en tres mundiales B, para un total de quince partidos con las Guerreras.

## Vida
En el año se puso su nombre al recinto deportivo ubicado junto al Colegio Andrés Martínez de León en Coria. Esa zona pasó a llamarse Espacio Municipal Deportivo «Ana Mesa Villa».
Murió en Coria, su ciudad natal, a causa de un cáncer diagnosticado en 2019.